# زویلا فروستو
زویلا فروستو (انگلیسی: Zoila Frausto Gurgel؛ زادهٔ ۱۰ دسامبر ۱۹۸۳) تکواندوکار و مبارز حرفه‌ای هنرهای رزمی ترکیبی مکزیکی تبار اهل ایالات متحده آمریکا است. لقب او برگرفته از سریال مشهور زینا: شاهدخت جنگجو است. پدر و خواهر او نیز رزمی‌کار حرفه‌ای هستند.